# Amil Shivji
Amil Shivji, né en 1990, est un cinéaste tanzanien.
Ses films s'attaquent généralement aux représentations erronées de l'Afrique et de son histoire, ainsi qu'au thème du néocolonialisme.

## Biographie et carrière
Né à Dar es Salaam, les racines de Shivi remontent à Zanzibar. S'étant souvent rendu sur place lorsqu'il était enfant, il s'inspire fréquemment de l'île. Avant de se lancer dans le cinéma, Shivji a travaillé comme journaliste et animateur radio,. Il est le fondateur de Kijiweni Productions, une société de production, et de Kijiweni Cinema.
Shivji a lancé sa carrière avec deux courts métrages de fiction, Shoeshine (2013) et Samaki Mchangani (2014), qui ont participé à plusieurs festivals internationaux de cinéma, notamment le Festival international du film de Rotterdam et le Festival panafricain du cinéma et de la télévision de Ouagadougou (FESPACO) au Burkina Faso,.
En 2015, il a produit le long métrage Aisha, également projeté à l'international. Son premier long métrage de fiction primé, T-Junction (2017), a ouvert le prestigieux Festival international du film de Zanzibar. En 2021, il a sorti Vuta N'Kuvute (Tug of War), dont la première a eu lieu au Festival international du film de Toronto,,.

## Filmographie

### Courts métrages
- 2012 : Qui m'a tué
- 2013 : Cirage de chaussures
- 2014 : Samaki Mchangani

### Longs métrages
- 2015 : Aisha (en tant que producteur)
- 2017 : T-Junction
- 2021 : Les Révoltés (Vuta N'Kuvute, Tug of War dans sa version internationale)[11]